# Tom Bombadil
Tom Bombadil è un personaggio di Arda, l'universo immaginario creato dallo scrittore inglese J. R. R. Tolkien. Compare con un ruolo da protagonista in due poesie presenti ne Le avventure di Tom Bombadil ed è presente nel primo libro de Il Signore degli Anelli, La Compagnia dell'Anello.
All'interno del corpus dello scrittore, Tom Bombadil è un personaggio avvolto nel mistero. Tolkien non ci ha lasciato quasi nulla in suo proposito. Tutt'oggi è ancora oggetto di discussione da parte dei critici e degli estimatori di Tolkien quale sia la vera natura del personaggio, in quanto, da quello che sappiamo di lui e secondo il canone della Terra di Mezzo, non sembra essere plausibilmente alcuna entità facente parte della mitologia tolkieniana.

## Biografia del personaggio

### Il Signore degli Anelli

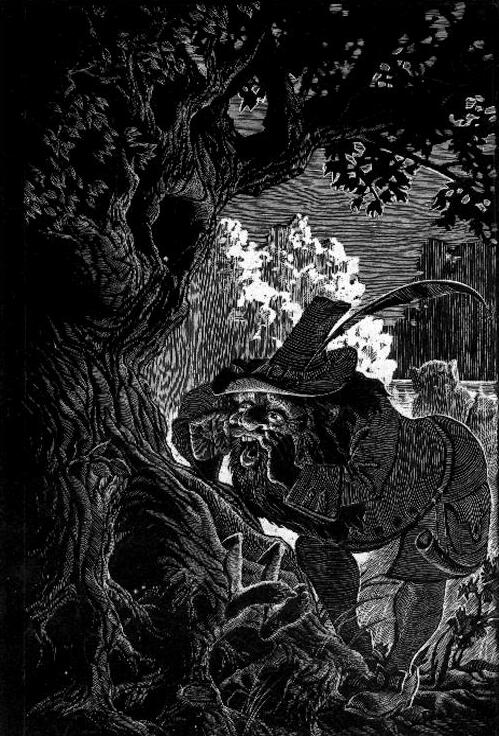
Tom Bombadil libera gli Hobbit dal Vecchio Uomo Salice. Illustrazione di Alexander Korotich, 1981

Tom Bombadil fa la sua prima apparizione ne Il Signore degli Anelli, salvando gli hobbit Meriadoc Brandibuck, Peregrino Tuc, Frodo Baggins e Samvise Gamgee dalle grinfie del Vecchio Uomo Salice. Il misterioso personaggio accoglie gli hobbit nella sua dimora nella Vecchia Foresta, dove vive in compagnia di Baccador, la Figlia del Fiume. Frodo cerca più volte di scoprire chi sia in realtà Tom, ma ottiene solo risposte enigmatiche. La prima risposta, datagli da Tom stesso, è la seguente:
La seconda risposta, datagli da Baccador, è invece la seguente:
Gli hobbit trascorrono due notti in compagnia di Tom e, in questo breve lasso di tempo, non riescono a comprendere quale sia la vera natura del loro misterioso salvatore. Quando Frodo porge l'Unico Anello a Tom, l'enigmatico personaggio non sembra risentire dell'influenza del prezioso manufatto. Inoltre, con grande stupore degli hobbit, Tom indossa l'Anello e non diventa invisibile. Questo, naturalmente, aumenta la curiosità nei suoi confronti. Dopo due notti, dunque, gli hobbit si rimettono in cammino, ma vengono attaccati da uno Spettro dei Tumuli. Frodo invoca l'aiuto di Tom che arriva, caccia lo spettro e conduce gli hobbit a Brea prima di congedarsi da loro per sempre.
Durante il Consiglio, Elrond si rammarica di non aver convocato Tom, ma Gandalf risponde che egli non sarebbe venuto, poiché non ha alcun interesse a lasciare la Vecchia Foresta. Durante il Consiglio viene palesato che Tom possa essere il primo essere nato nella Terra di Mezzo (« [...] anche se gli affidassimo l'anello cadrebbe anch'egli, Ultimo così come fu Primo»). Il nome elfico di Tom, Iarwain Ben-adar, che significa il più anziano e il senza padre, sembra confermare tale affermazione. Il Consiglio, inoltre, discute la possibilità di affidare allo stesso Tom la custodia dell'Unico Anello, affinché lo tenga al sicuro nella sua foresta per sempre. Bombadil però non avrebbe mai custodito l'Anello volentieri, ma, anche se avesse accettato, probabilmente dopo poco tempo se ne sarebbe dimenticato e forse l'avrebbe anche buttato via. Gandalf dice infatti che, fra tutte le creature della Terra di Mezzo, Tom è uno dei custodi più pericolosi per l'Unico Anello proprio perché simili cose non hanno presa nella sua vita.
Durante il viaggio di ritorno alla fine del romanzo, Gandalf lascia gli hobbit prima dell'arrivo nella Contea con queste parole:
(J.R.R. Tolkien.)

### Le avventure di Tom Bombadil
Ulteriori informazioni sulla storia di Tom Bombadil vengono dalla raccolta di poesie, intitolata Le avventure di Tom Bombadil, composta da sedici poesie, due delle quali dedicate al personaggio, più precisamente la prima e la seconda. Il prologo della raccolta da inoltre un'idea sul rapporto tra Bombadil e gli Hobbit della terra di Buck, i quali pur conoscendolo e considerandolo una persona benevola, non riuscivano a comprenderne i poteri, proprio come non comprendevano i poteri di Gandalf.
La poesia più significativa è quella che dà il titolo alla raccolta: lo stesso Tolkien infatti la descrive nel prologo come un sunto della tradizione arcaica degli Hobbit, derivata dalle leggende dedicate a Tom Bombadil. In questa poesia abbiamo la descrizione della "cattura" di Baccador, sorpresa a cantare fra i giunchi da Tom, e del gioioso matrimonio fra i due personaggi.
Nella poesia Bombadil va in barca, Tom è intenzionato a compiere un viaggio verso Occidente, perciò ripara la sua vecchia barca e si appresta a raggiungere le terre abitate dagli Hobbit, risalendo il Sinuosalice fino al Brandivino. Durante il viaggio Tom viene disturbato da quattro animali (uno scricciolo, un martin pescatore, una lontra, un cigno) prima di giungere al porto di Grindwall (dove viene accolto malamente da un gruppo di Hobbit) e successivamente a Sirte, nella terra di Buck. Qui incontra il vecchio Maggot che lo porta a casa sua, dove festeggiano fino alla mattina, con boccali di birra, balli e canti. Il mattino seguente Tom Bombadil sparisce senza lasciare traccia, mentre la sua barca, ormeggiata ancora nel porto di Grindewall, viene riportata a casa dopo tre giorni dai quattro animali che lo avevano disturbato durante il viaggio.

## Caratterizzazione

### Aspetto fisico
La prima descrizione del personaggio avviene ne Il Signore degli Anelli:
(J.R.R. Tolkien.)
Una seconda descrizione del personaggio avviene ne Le avventure di Tom Bombadil:
stivali gialli aveva e la giacca color cielo,

cinture e brache in cuoio, colore verde prato;

sul cappello una piuma che a un cigno aveva strappato.»
(J.R.R. Tolkien.)

### Aspetti caratteriali
Tipo assai allegro, Tom Bombadil è un personaggio enigmatico, buffo e autoritario. Si diverte a parlare continuamente in rima o a cantare e ballare. Egli è il Messere della Vecchia Foresta, luogo in cui dimora con la massima autorità. Qui, stando alle parole di Baccador, «nessuno ha mai afferrato il vecchio Tom mentre camminava nella foresta, o mentre guadava il fiume, o mentre saltellava sulla sommità delle colline, sotto i raggi del sole o nell'oscurità». Neppure il Vecchio Uomo Salice e lo Spettro dei Tumuli, per quanto siano temuti nella foresta, possono vincere contro di lui. Lo Spettro, ad esempio, fugge non appena ode il suo canto.
Da sempre legato alla sua terra, Tom non ha alcun interesse a lasciarla, neanche per occasioni importanti (come il Consiglio di Elrond). Infatti, tralasciando la Vecchia Foresta, Tom è scarsamente interessato al resto del mondo.
Nel personaggio alberga un grandissimo potere, come viene palesato durante il Consiglio di Elrond. Egli non subisce gli effetti dell'Unico Anello poiché è padrone di sé stesso, ma non ha alcuna possibilità di competere con Sauron. Infatti anche Bombadil cadrebbe «se tutto il resto fosse soggiogato».

### Nomi
All'interno delle opere, Tom Bombadil è il nome usato dagli Hobbit della Terra di Buck. Il nome è infatti bucklandese nella forma. Il significato di questo nome è sconosciuto; Gene Hargrove crede possa significare "ronzio" o "nascosto".
A seconda del popolo e dell'epoca, Tom Bombadil è chiamato con vari nomi.
- Iarwain Ben-adar è il nome usato dagli Elfi e significa letteralmente il Più Anziano e Senza Padre[8].
- Orald dagli Uomini, che significa "molto vecchio" nell'inglese antico[20].
- Forn dai Nani, che significa "antico" in islandese[20].

### Natura del personaggio
L'esatta natura di Tom Bombadil non è mai stata spiegata da Tolkien, lasciando attorno al personaggio un alone di mistero. Nella lettera n. 174, Tolkien dice: «Dal punto di vista della storia, penso che sia meglio che alcune cose restino inspiegate (specialmente se una spiegazione in realtà esiste). Ed anche in un'età mitica dev'esserci qualche enigma, come c'è sempre. Tom Bombadil ne è un esempio (intenzionale)». Nella lettera n. 26, Tolkien spiega che Tom rappresenta «lo spirito della (dissolvente) campagna di Oxford e del Berkshire», mentre nella lettera n. 153 afferma che il personaggio è «un'allegoria, un esempio, la scienza naturale pura (reale) che ha preso corpo; lo spirito che desidera conoscere le altre cose, la loro storia e la loro natura, perché sono «diverse» e totalmente indipendenti dalla mente che indaga, uno spirito che convive con una mente razionale, e che non si preoccupa affatto di «fare» qualcosa con la conoscenza».
Una delle ipotesi più famose è che Tom Bombadil sia in realtà l'incarnazione di Eru Ilúvatar, il Creatore di Arda, in riferimento alle parole di Baccador («lui è» o «Tom Bombadil è Signore»). Tolkien stesso ha escluso tale ipotesi in alcune lettere, scrivendo che «in nessun posto della storia o della mitologia si verifica l'incarnazione del Creatore» e che «l'Uno non risiede fisicamente in alcuna parte di Eä». In Morgoth's Ring, parte di The History of Middle-earth, Finrod e Andreth discutono - nel capitolo intitolato Athrabeth Finrod ah Andreth ("Dibattito tra Finrod e Andreth") - anche riguardo ad una profezia diffusa tra gli Uomini, secondo la quale Eru sarebbe un giorno entrato in Arda in futuro; Tom è invece presente fin dall'inizio.
La risposta di Tolkien contiene una spiegazione della sua opinione circa la relazione tra la Creazione (divina) e la sub-creazione (umana):
Hastings aveva anche criticato la descrizione di Tom Bombadil data da Baccador: "Lui è", dicendo che sembrava implicare che Bombadil fosse Dio.
Tolkien così rispose:
Eru, benché guidi i destini di Arda, non entra in essa, anche se nell'opera Athrabeth Finrod ah Andreth, edita in Morgoth's Ring da Christopher Tolkien, si narra che prima della Dagor Dagorath, come è stato rivelato solo ad alcuni Uomini (gli Elfi ne sono invece all'oscuro), Eru stesso entrerà in Arda e causerà la distruzione totale del male di Melkor, prima che questi sia distrutto per sempre dai Valar e Arda guarita dalle ferite. Andreth dice a Finrod Felagund che questa profezia era nota come Antica Speranza. Si tratta con tutta probabilità di un'allusione fatta da Tolkien all'incarnazione di Cristo, forse prefigurata anche nelle caratteristiche salvifiche di alcuni personaggi, tra cui appunto lo stesso Bombadil, il quale è talvolta visto anche come l'incarnazione dello spirito di Arda ovvero della Fiamma Imperitura infusa da Ilúvatar prima dell'avvento degli Ainur (quindi il "Più Antico" come egli viene definito).
Un punto a sfavore dell'ipotesi di Bombadil come Eru ma non come incarnazione di Arda primordiale è dato appunto anche dalle parole di Elrond durante il suo Consiglio; egli afferma esplicitamente che il potere di Bombadil è inferiore a quello di Sauron, escludendo definitivamente la possibilità che Tom possa essere Ilúvatar (il quale non potrebbe mai essere sconfitto dal signore di Mordor, e Glorfindel afferma che egli possa cadere "Ultimo come fu il Primo", così come dice anche Erestor, poiché Sauron può lentamente annientare anche la Terra stessa).
Altri sostengono che Tom Bombadil sia uno dei Valar, i più potenti tra quegli Ainur che hanno deciso di proseguire la loro esistenza all'interno di Eä, ma incarnato in un corpo umano e quindi fisicamente (come gli Istari) passibile anche di essere sconfitto (anche se non spiritualmente). In ogni caso, l'ipotesi cade per il semplice fatto che il nome Tom Bombadil non è presente nella Valaquenta, dove Tolkien ci riporta i nomi di tutti i Valar.
Alcuni critici hanno ipotizzato che Bombadil sia una figura in qualche modo collegata al Vala Irmo Lórien, il signore dei sogni, del desiderio e del sogno e fratello di Namo Mandos, il signore dei morti (insieme sono i Fëanturi, i "signori di spiriti"). Questo a causa di vari aspetti del personaggio: l'amicizia e il rispetto, quasi deferenza, mostrati da Gandalf/Olórin (in Quenya "colui che suggerisce i sogni") nei confronti di Tom e al contempo il ruolo di Olórin stesso quale consigliere e frequentatore del giardino di Irmo in Valinor (sebbene legato a Manwë e Varda), come narrato nel Valaquenta e nei Racconti incompiuti (in uno dei brani scritti da Tolkien negli ultimi anni di vita); la somiglianza di Baccador (la cui identità ufficiale è anch'essa misteriosa, infatti viene chiamata solo "la Figlia del Fiume" e della "Dama del Fiume") con la sposa di Irmo, Estë; i sogni profetici di Frodo nella casa di Bombadil (l'Hobbit sogna Gandalf prigioniero di Saruman e il proprio arrivo in Valinor, che sono in effetti eventi reali della storia); il fatto che egli sia "Signore"/"Messere" (Master in inglese, proprio come Irmo è "signore di spiriti", ed entrambi governano su un piccolo territorio o "giardino" dove è possibile ristorarsi); e il potere di Tom sul sonno e la morte, mostrato con i canti con cui addormenta l'Uomo Salice, sconfigge lo Spettro del Tumulo e risveglia gli Hobbit che sono quasi sul ciglio della morte a causa dell'incantesimo dello Spettro. Alcuni dei passi citati sono i seguenti:
(Valaquenta)
(La Compagnia dell'Anello, "Nella casa di Tom Bombadil")
(Valaquenta)
(Gandalf su Tom, Il ritorno del Re)
Una delle ipotesi più diffuse è che Tom sia un Maia del popolo dei Valar, come Sauron e Gandalf stesso, ma c'è anche chi ha pensato di identificare Tom come la personificazione letteraria di Tolkien stesso. Anche quest'ultima ipotesi non si regge in piedi, poiché il personaggio in cui Tolkien avrebbe rappresentato se stesso sarebbe molto probabilmente Beren o Faramir .
Tolkien, dopo aver pubblicato Il Signore degli Anelli, non ha mai cercato di trovare una giusta collocazione a Tom Bombadil (e ai personaggi delle sue storie) nel contesto de Il Silmarillion, così come ha invece fatto con altri personaggi da lui creati. È probabile che il personaggio possa trovare radici nel nostro mondo e nelle tradizioni e credenze delle isole britanniche, mai dimenticate dall'autore: «Quali che siano le sue esatte origini, Tom Bombadil è un personaggio che affonda le proprie radici decisamente ed inequivocabilmente non nel mondo che Tolkien ha inventato per il Silmarillion, ma nella vera Middangeard, il nostro mondo, e nelle tradizioni e credenze delle isole britanniche». Nei Racconti ritrovati questa concezione era presente, riferita ad alcuni Ainur minori che divennero: 
(Racconti Ritrovati, capitolo III, "L'avvento dei Valar e la costruzione di Valinor")

## Concezione e sviluppo
Nella sua biografia su J. R. R. Tolkien, Humphrey Carpenter scrive che «Tom Bombadil in famiglia [di Tolkien] era una figura ben nota, poiché il personaggio prendeva lo spunto da una bambola olandese che apparteneva a Michael [il figlio secondogenito]», ed era il protagonista delle storie inventate da Tolkien per i suoi figli alla fine del 1920, oltre che della poesia Le avventure di Tom Bombadil pubblicata nel 1934 sull'Oxford Magazine. Alla fine degli anni trenta, Tolkien avanza al suo editore, Stanley Unwin, l'ipotesi di rendere Tom Bombadil il protagonista di un possibile seguito de Lo Hobbit. Questa idea non si concretizza, tuttavia Tom Bombadil viene inserito ne Il Signore degli Anelli; Tolkien spiega, nella Lettera n. 153, il perché dell'inserimento del personaggio:
Il personaggio, dunque, non si colloca in un contesto separato dal resto del romanzo e non costituisce un ostacolo al viaggio degli Hobbit protagonisti. Tolkien dice che «Tom Bombadil non è un personaggio importante per il racconto», ma che è importante come un «commento». Rappresenta qualcosa che sembra importante all'autore, benché questi non sia in grado di analizzare il perché, ma è inserito nel romanzo perché «svolge un certo tipo di funzione».
In The Return of the Shadow (Il ritorno dell'Ombra), volume che comprende alcuni scritti alternativi alla prima parte de Il Signore degli Anelli, Tom Bombadil viene descritto come "un aborigeno della Vecchia Foresta", è parente del Vecchio Maggot ed è in grado di scacciare con un semplice gesto i Nazgûl dal suo territorio.
Nel 1946, Tolkien propone di pubblicare Il cacciatore di draghi con tre poesie, tra cui la già citata poesia Le avventure di Tom Bombadil, ma alla fine l'idea non si concretizza. Nel 1961, però, una zia di Tolkien propone al nipote di lavorare a «un piccolo libro su Tom Bombadil». Tolkien avanza l'idea alla casa editrice Allen & Unwin che accetta di pubblicare il libro. Tolkien, dunque, rielabora diverse poesie scritte da giovane, tra cui Le avventure di Tom Bombadil, e realizza una seconda poesia per il personaggio, Bombadil va in barca. Nasce così la raccolta di poesie Le avventure di Tom Bombadil (1962).
Esiste anche una terza poesia dedicata a Bombadil, intitolata Once Upon a Time, inclusa in Winter's Tales for Children 1, un libro per bambini pubblicato nel 1965 dalla casa editrice Macmillan Publishers.

## Altri media
Tom Bombadil è apparso in alcuni adattamenti radiofonici de Il Signore degli Anelli. Il primo adattamento è quello prodotto dalla BBC Radio nel 1956, in cui Gandalf era interpretato da Norman Shelley, che però non riscosse il successo sperato; in questa versione, infatti, Bombadil è ritratto come servo di Sauron. Compare successivamente nell'adattamento radiofonico del 1979, mentre viene escluso in quello del 1981.
Il personaggio non compare nella versione animata di Ralph Bakshi, né nella successiva trilogia cinematografica diretta da Peter Jackson, poiché la sua figura non si lega quasi per niente al filo narrativo della vicenda, e riportarlo sullo schermo sarebbe stato oltremodo dispersivo. Tuttavia, una delle canzoni di Tom, ovvero quella per il vecchio uomo salice per convincerlo a liberare gli hobbit che ha intrappolato, viene cantata da Barbalbero (nell'edizione estesa de Le due Torri) quando Merry e Pipino sono intrappolati da un Ucorno nella foresta di Fangorn.
Compare nei videogiochi Il Signore degli Anelli: La Compagnia dell'Anello, Il Signore degli Anelli: La battaglia per la Terra di Mezzo 2, Il Signore degli Anelli Online: Ombre di Angmar e LEGO Il Signore degli Anelli come personaggio sbloccabile e nella collezione di carte ispirate ai film di Peter Jackson.
Tom Bombadil compare per la prima volta in live action tra i personaggi ricorrenti della seconda stagione della serie televisiva Il Signore degli Anelli - Gli Anelli del Potere, interpretato dall'attore britannico Rory Kinnear.